# York, Quận Clark, Wisconsin
York là một thị trấn thuộc quận Clark, tiểu bang Wisconsin, Hoa Kỳ. Năm 2010, dân số của thị trấn này là 867 người.